# 시라미네촌
시라미네촌(白峰村)은 이시카와현의 남쪽 노미군·이시카와군에 설치되었던 촌이다. 하쿠산 등산로 알려진 마을이었다. 또한 공룡 화석이 대량으로 생성된 구와지마 화석벽이 있어 화석마을로도 유명하다.
촌역의 동쪽 절반이 하쿠산 국립공원(1962년 지정)으로 일본 유수의 폭설지대이다
2005년 2월 1일에 노노이치정을 제외한 이시카와군을 구성하는 정촌 및 맛토시와 합병하여 하쿠산시가 되었다.

## 역사
- 1889년 4월 1일 - 정촌제 시행과 함께 노미군 시라미네촌이 성립하였다.
- 1949년 - 노미군이 이시카와군에 편입되었다.
- 2005년 1월 16일 - 하쿠산시에 합병을 위해 폐촌식이 거행되었다.

## 교통

### 도로
- 국도 157호선